# ダンサブル
ダンサブルは、デューズに所属する日本のお笑いコンビである。1994年結成。

## メンバー
朝倉 淳二（あさくら じゅんじ、1976年7月28日（48歳） - ）
- 埼玉県川口市出身[1]
- 血液型B型、身長172cm、体重58kg
- ニックネームは「あさっちゃん」。
- 最近はものまね番組への出演も目立つようになり、主なレパートリーは柳沢慎吾、美木良介、山崎まさよし、中村あゆみなど。
- 大のプロレスファン。
- 介護ヘルパー2級の資格を取得している。

有田 久徳（ありた ひさのり、1976年8月2日（48歳） - ） 
- 千葉県松戸市出身[1]
- 血液型A型、身長172cm 、体重68kg
- ニックネームは「アリタメン」。
- 『タモリ倶楽部』の空耳アワーに空耳俳優として多数出演。映像の中で裸になることが多く"尻男優"の異名を持ち、同番組内で特集もされた[2]。
- 飲食店を経営している。2003年に駄菓子バー、2022年8月に居酒屋を杉並区高円寺に開店[3]。「散歩の達人」2022年11月号にも掲載された。

## 概要
埼玉県の私立小松原高等学校（現：叡明高等学校）在学中にコンビを結成し、現役高校生コンビとしてデビュー。当時は「ダンサンブル」というコンビ名で、渡辺プロダクションに所属していた。
主に有田がオネエキャラを演じる漫才やコントをメインとしているが、その他に朝倉が美木良介に扮し「ロングブレスダイエットに乗せて筋肉あるある」を言うネタ、全身タイツを着たお尻コンビ「けつーず」としてパフォーマンスするネタなどを持っている。
長らくアミー・パークに所属していたが、2020年2月にデューズに移籍。

## 出演

### テレビ
- 天才・たけしの元気が出るテレビ!!（日本テレビ）
- TVおじゃマンモス（日本テレビ）
- 新春かくし芸大会（フジテレビ）
- 桂芸能社（TBSテレビ）
- 爆笑オンエアバトル（NHK） - 戦績0勝1敗 最高185KB ※ダンサンブル時代
- インディーウォーズ（日本テレビ）
- 王様のブランチ（TBSテレビ）
- おはスタ（テレビ東京）
- 登龍門F（フジテレビ）
- Dのゲキジョー（フジテレビ）
- タモリ倶楽部（2006年頃 - 2023年3月25日（24日深夜）、テレビ朝日[4]） - 主にミニコーナー「空耳アワー」に出演
- ものまねグランプリ（日本テレビ） - 朝倉のみ出演
- 爆笑レッドカーペット（フジテレビ）
  - 爆笑レッドカーペットトライアル（2013年4月26日、フジテレビ）
- スッキリ!!（2013年5月2日、日本テレビ）
- 日10☆演芸パレード（2013年5月19日、6月16日、TBSテレビ） - 5月19日は朝倉のみ、6月16日はコンビとして出演
- 情報7days ニュースキャスター（2013年5月25日、TBSテレビ）
- お願いランキング、お願いマンピンコン（2016年9月22日、2016年11月30日、AbemaTV）
- あらびき団オールナイト祭!（2016年12月28日、TBSテレビ）
- くりぃむナンチャラ（2018年9月7日、2018年9月14日、テレビ朝日）
- ぽかぽか（2023年2月28日、フジテレビ）

### CM
- アートネイチャー

### DVD
- 「笑いの聖戦」（スコラマガジン、2010年12月18日）